# Akhilesh Yadav
Pour les articles homonymes, voir Yadav (homonymie).
Akhilesh Yadav (en hindi : अखिलेश यादव), né le 1er juillet 1973 à  Saifai, dans le district d'Etawah, est un homme politique indien, membre du Samajwadi Party (Parti socialiste), dont il est président depuis 2017. Il est ministre en chef de l'Uttar Pradesh de 2012 à 2017.

## Biographie
Akhilesh Yadav est le fils de Mulayam Singh Yadav, homme politique, fondateur et président du Samajwadi Party et ministre en chef de l'Uttar Pradesh à trois reprises. Il suit ses études aux universités de Mysore et de Sydney.
En 2000, il est élu député à la Lok Sabha lors d'une élection partielle dans la circonscription de Kannauj. Il conserve son siège lors des élections générales de 2004 et de 2009.
Le 10 mars 2012, il devient chef du Samajwadi Party en Uttar Pradesh, qui vient de remporter les élections à l'Assemblée législative, avant d'être désigné ministre en chef le 15 mars. À trente-huit ans, il devient le plus jeune chef du gouvernement dans l'histoire de cet État. En mai, il abandonne son mandat de député pour devenir membre du Conseil législatif, la chambre haute du Parlement d'Uttar Pradesh.
Le 1er janvier 2017, il succède à son père comme président du Samajwadi Party.
Aux élections de février-mars 2017, l'alliance entre le Samajwadi Party et le Congrès est battue par le Bharatiya Janata Party (BJP). Akhilesh Yadav remet sa démission au gouverneur de l'État le 11 mars.

### Position sur le viol
À la suite de viols collectifs et de femmes violées puis retrouvées pendues à la fin du mois de mai 2014, Akhilesh Yadav soulève de fortes réactions sur les réseaux sociaux à la suite de sa réponse à un journaliste qui l'interrogeait sur la sécurité dans l'État en lui répondant qu'il devait se sentir en sécurité.